# Grrr (label)
Pour les articles homonymes, voir Grrr.
Grrr est un label de disques indépendants français de musique nouvelle fondé en 1975 par Jean-Jacques Birgé. Il fait partie de l'association Les Allumés du Jazz.

## Histoire
Le 33 tours inaugural Défense de de Birgé-Gorgé-Shiroc devient disque-culte après avoir été cité dans la Nurse with Wound list.
D'abord producteur de vinyles, Grrr passe au CD dès 1987 avec L'hallali du collectif Un drame musical instantané, dirigé par le multi-instrumentiste Jean-Jacques Birgé, le trompettiste Bernard Vitet et le guitariste Francis Gorgé, groupe phare du label qui sort également les albums de la compositrice multi-instrumentiste Hélène Sage, de l'accordéoniste Michèle Buirette et du trio féminin Pied de Poule composé de M. Buirette, de la contrebassiste Geneviève Cabannes et de la chanteuse Dominique Fonfrède.
En 1997, sort le CD-Extra Carton de Birgé-Vitet (avec les photographies de Michel Séméniako). Il sera suivi par un autre hybride (CD-audio + CD-Rom), Machiavel d'Un d.m.i., dont la partie interactive est signée J-J. Birgé et Antoine Schmitt. Les derniers albums produits par Grrr, sont Établissement d'un ciel d'alternance, duo de Birgé avec l'écrivain Michel Houellebecq qui dit son propre texte, Échappée belle d'Hélène Sage, deux albums de Michèle Buirette et, en 2017, Long Time No Sea du trio El Strøm. En 2018, Jean-Jacques Birgé sort l'album de son Centenaire, à la fois regard sur le passé et projet d'anticipation puisqu'il embrasse la période de 1952 à 2052 !
Parallèlement, le label catalan Wah Wah a réédité Défense de (Grrr 1001) et le label autrichien Klang Galerie réédite en CD tous les vinyles d'Un drame musical instantané... 
Depuis 2010 le label produisait essentiellement des disques virtuels sur Internet (105 albums inédits, 1740 pièces, 200 heures), mais depuis 2017 il reprend la publication de CD avec des livrets conséquents. En 2020 et 2023, pour Pique-nique au labo, Jean-Jacques Birgé invite 48 solistes, fine fleur de l'improvisation, dont Vincent Segal, Jean-François Vrod, Antonin-Tri Hoang, Hasse Poulsen, Médéric Collignon, Alexandra Grimal, Edward Perraud... Il y démontre que l'improvisation n'est pas un style, mais une manière de vivre. Et en 2022 il reforme Un drame musical instantané avec Francis Gorgé et Dominique Meens à l'occasion de l'enregistrement du CD Plumes et poils. En 2024 paraît Animal Opera,, enregistré exclusivement avec des animaux, insectes d'Amazonie ou lapins robots de Nabaz'mob. Bandcamp propose 80 albums GRRR dont nombreux inédits.
À l'occasion du 50e anniversaire du label, GRRR annonce pour le printemps 2025 le quatrième volume de Pique-nique au labo et Les déments, double CD avec Denis Lavant, Jean-Jacques Birgé et Lionel Martin, en partenariat avec le label Ouch!